# Rickey D’Shon Collins
Rickey D’Shon Collins (* 17. Januar 1983 in San Diego) ist ein US-amerikanischer Synchronsprecher und Schauspieler.

## Karriere
D’Shon Collins synchronisierte Hauptrollen. So sprach er von 1997 bis 2001 die Rolle des Vince LaSalle in Disneys große Pause. Des Weiteren synchronisierte er auch Tucker Foley in Danny Phantom.
Er ist auch als Schauspieler tätig, zum Beispiel ist er in den Filmen Raumschiff Enterprise – Das nächste Jahrhundert, Blossom, Grace, Ein schrecklich nettes Haus, Roc, Practice – Die Anwälte und Without a Trace – Spurlos verschwunden zu sehen.

## Synchronrollen (Auswahl)
- 1997–2001: Disneys Große Pause als Vince LaSalle
- 2000–2004: Static Shock als Ray
- 2004–2007: Danny Phantom als Tucker Foley